# Windloch (Flensburg)
Windloch (dänisch Vejrgab, angeldänisch Væegaf) ist ein Ort in Flensburg-Engelsby, welcher neben Engelsby-Dorf als zweite Keimzelle des Stadtteils Engelsby gilt.

## Lage
Das heute zum Stadtteil Engelsby gehörige Windloch liegt im nordöstlichen Teil der Engelsbyer Straße, ab der Hausnummer Nr. 66 bis ungefähr Nr. 100. Des Weiteren dazu gehören sämtliche Häuser an der Straße Windloch, die selbst im Übrigen keine eigenen Hausnummern besitzt, da sämtliche Häuser der Straße hausnummerntechnisch der Engelsbyer Straße zugeordnet wurden. Die ersten Häuser an der Straße Neuer Weg, bis ungefähr zur Straße Windloch, liegen ebenfalls im Windlocher Gebiet. Direkt südlich von Windloch liegt das Musikerviertel, östlich das Sternenviertel sowie der Ort Twedt.

## Hintergrund
Direkt neben Engelsby lag früher das Dorf Windloch, welches erstmals im Jahr 1697 erwähnt wurde und dessen Überreste im Stadtteil Engelsby liegen. Die ehemaligen Häuser Windlochs sind heute noch daran zu erkennen, dass sie nicht gerade zur Straße stehen. Zum Teil stehen dort auch noch einige alte Reetdachhäuser. Der Name Windloch könnte eventuell vom Standort der alten Dorfkrugkate herrühren. Sie stand früher frei in der Landschaft, war lediglich von Äckern umgeben und war deshalb dem Ostwind ausgesetzt. Im Jahr 1825 zählte Windloch gerade einmal 13 Bewohner. Ab 1886 hielt die aus Flensburg kommende Kreisbahn am erwähnten Dorfkrug. Im Jahr 1910 wurde Engelsby (zu dem Windloch schon damals gehörte) nach Flensburg eingemeindet und seitdem stark ausgebaut. 1953 wurde die Kreisbahn eingestellt.

## Besondere Gebäude
Die geltende Erhaltungssatzung für Windloch wurde in den entsprechenden Bebauungsplan integriert.
- Engelsyber Straße 66: Das Gebäude des ehemaligen Dorfkrugs Windloch, das in seiner späteren Zeit als Diskothek „Pony“ und zuletzt als Restaurant „San Remo“ diente, brannte 2013 aus. 2014 wurde die Brandruine abgerissen und durch einen Neubau ersetzt.[9]
- Engelsbyer Straße 71: ein 1903 gebautes Wohnhaus in Form eines zweigeschossigen Pultbaus mit sogenanntem Kieler Dach, einem Pultdach das eine Mansarde zur Straße hin bietet.[10] Dort befand seit Ende der 1920er Jahre bis zum Ende der 1950er Jahre ein Gemischtwarenladen mit einer Post.[11] Im Jahr 1958 zog der Laden in die alte Schmiede Nr. 75 um.
- Engelsbyer Straße 73: Die reetgedeckte Kate stammt vermutlich im Kern aus der zweiten Hälfte des 18. Jahrhunderts. Das Haus gehörte zusammen mit den beiden Häusern Nr. 75 a–b sowie Nr. 81 vermutlich zu einer Hofstelle.[10] Heute dient die Kate als ein Doppelwohnhaus.[10]
- Engelsbyer Straße 75: Seit Anfang des 18. Jahrhunderts bis Anfang des 20. Jahrhunderts ist dort eine Schmiede nachgewiesen. Anfang des 20. Jahrhunderts wurde das Gebäude um eine Etage erhöht. Danach diente das Gebäude als Tischlerei. 1958 wurde die alte Schmiede schließlich vollständig umgebaut. Der Gemischtwarenladen mit Poststelle aus Nr. 71 zog dort ein und existierte bis in die 1970er Jahre.[12]
- Engelsbyer Straße 75 a-b: Eine Wohnhausgruppe aus zwei Häusern, die vermutlich im Kern ebenfalls aus der zweiten Hälfte des 18. Jahrhunderts stammen. Die beiden Häuser gehörten zusammen mit Nr. 73 sowie Nr. 81 vermutlich zu einer Hofstelle. Die beiden Häuser 75 a–b dienen heute Wohnzwecken. Nr. 75a besitzt noch ein Reetdachhaus.[10]
- Engelsbyer Straße 76: ein Haus, das Mitte des 19. Jahrhunderts errichtet wurde.[13] Im 20. Jahrhundert diente es zeitweise als Hökerei.[14]
- Engelsbyer Straße 81: Reetgedecktes Wohnhaus, das vermutlich auch im Kern aus der zweiten Hälfte des 18. Jahrhunderts stammt. Es gehörte vermutlich mit Nr. 73 sowie 75 a–b zu einer Hofstelle.[10]
- Engelsbyer Straße 82: eine alte Kate, die jedoch stark umgebaut wurde[15] Sie dient seit Ende des 19. Jahrhunderts als Bäckerei.[14]
- Engelsbyer Straße 85: In dem Haus befand sich seit Ende des 19. Jahrhunderts bis Anfang der 1960er Jahre eine Schlachterei mit zugehörigen Laden.[14]
- Engelsbyer Straße 88: In dem Haus befand sich von 1896 bis 1927 eine Schusterei. Von 1935 bis 1962 befand sich in dem Gebäude eine Tischlerei.[14]
- Engelsbyer Straße 89: ein 1905 gebautes Mehrfamilienhaus[10]
- Engelsbyer Straße 92: ein 1906 für den Amtsvorsteher von Twedt gebautes Wohnhaus[10]
- Engelsbyer Straße 93: Für das Grundstück ist belegt, dass dort Ende des 19. Jahrhunderts Gemüseanbau stattfand.[14]
- Engelsbyer Straße 103: Dort befand sich bis 1963/64 eine Tischlerei.[16]

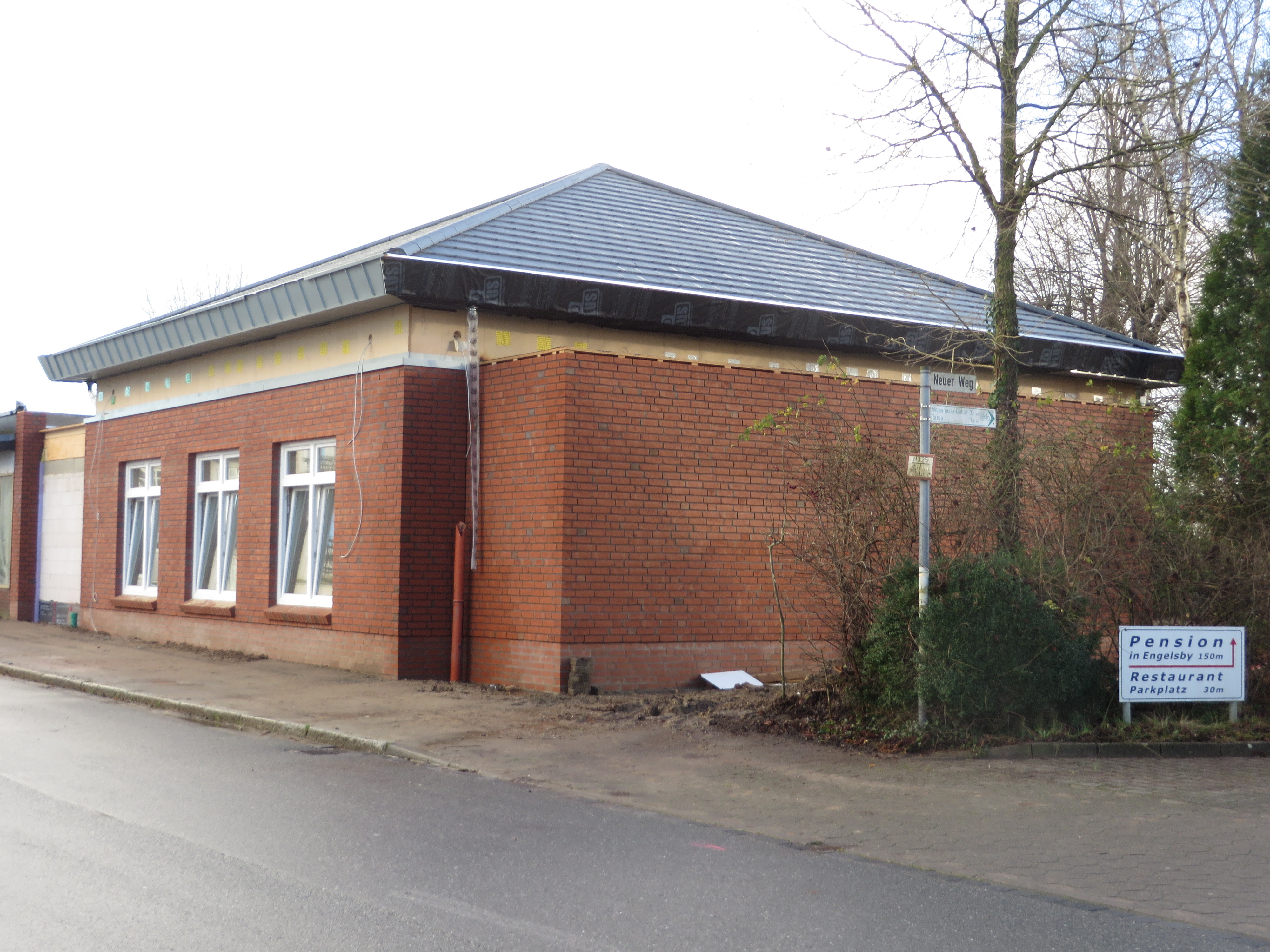
Der Neubau an der Stelle der Diskothek Pony im Jahr 2014
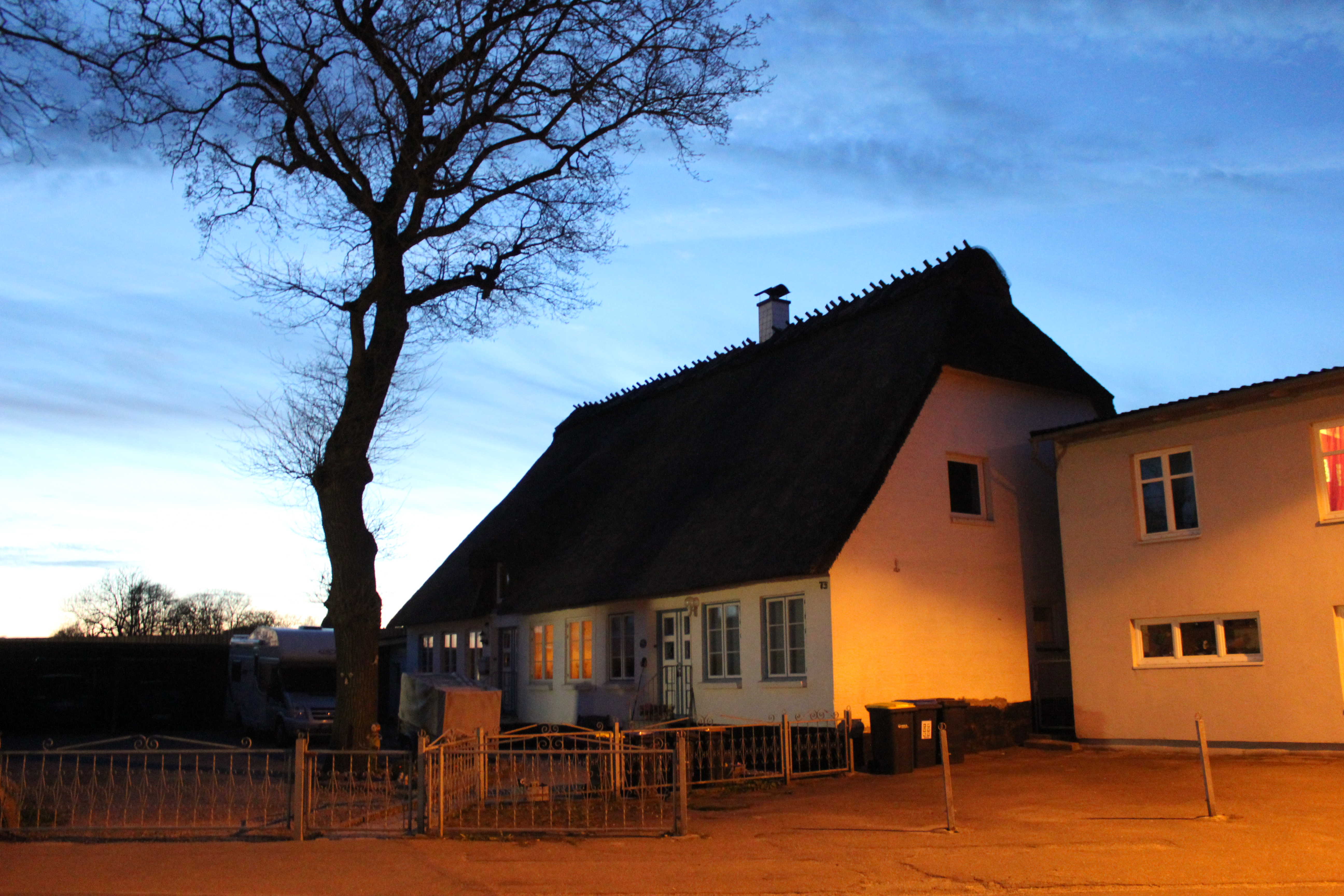
Die reetgedeckte Kate Engelsbyer Straße 73
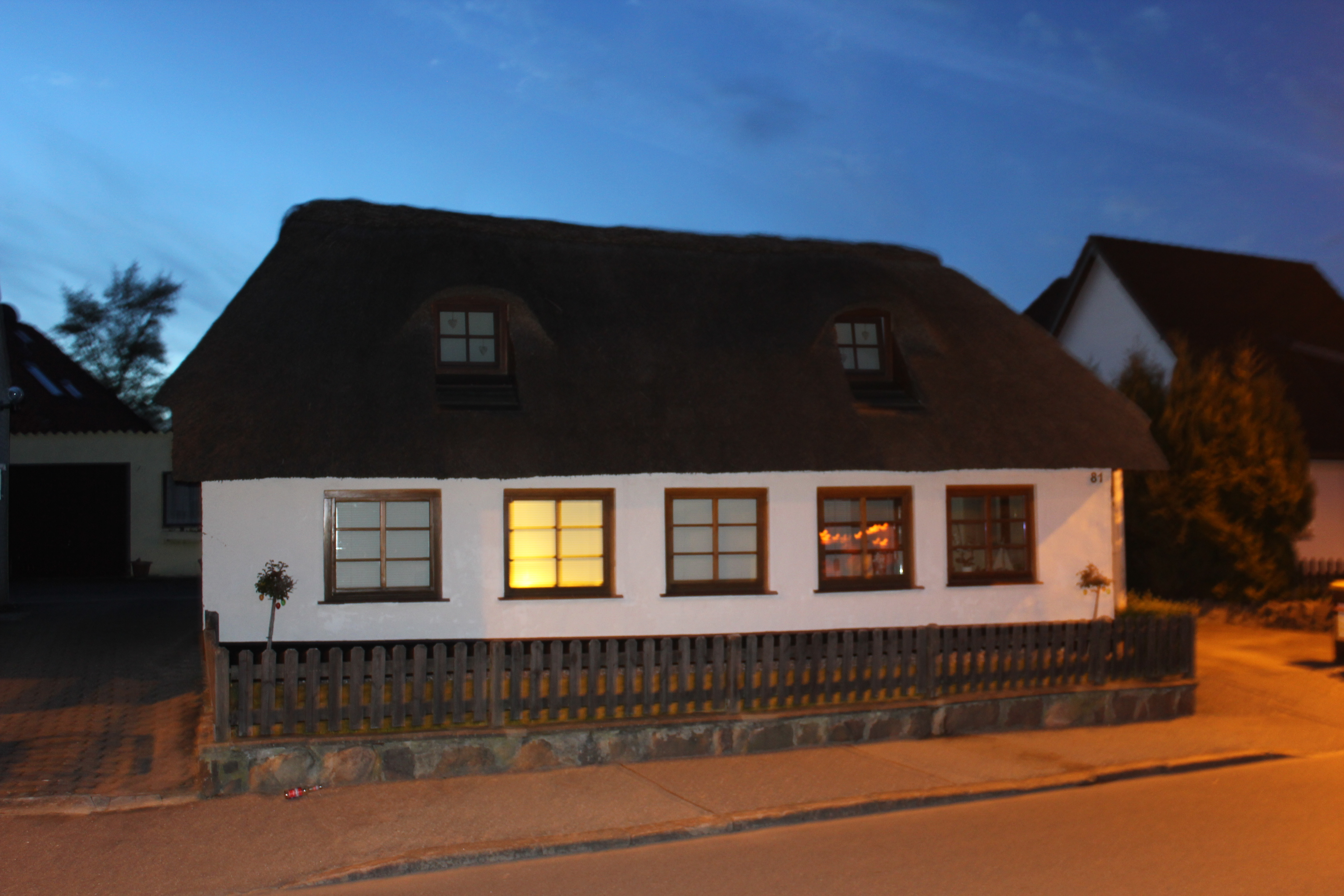
Engelsbyer Straße 81
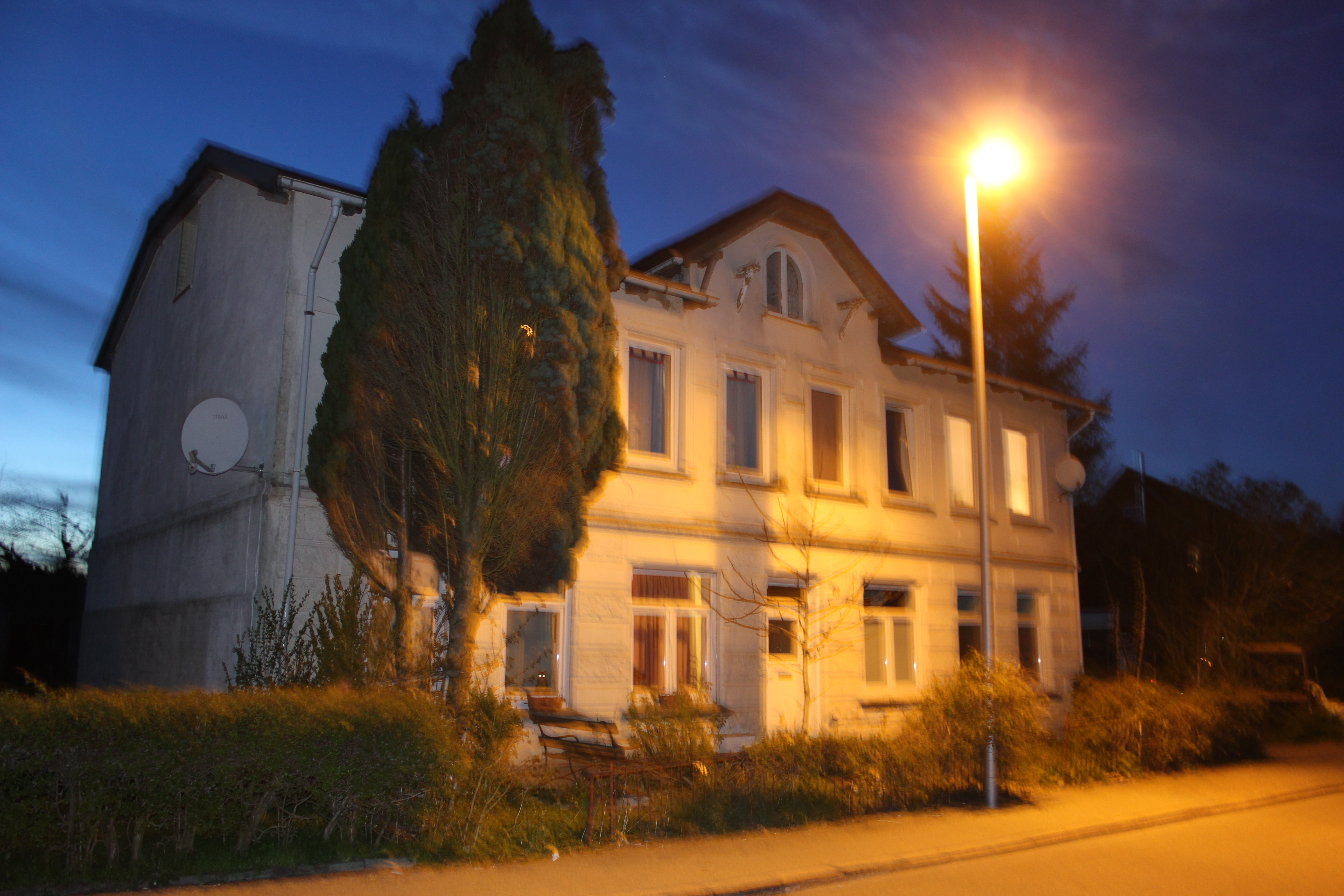
Engelsbyer Straße 89

## Verschiedenes
- Während der Luftangriffe auf Flensburg warf ein Bomber, der wohl aus Rostock zurückflog, vermutlich ungeplant am 24. April 1942 eine 2.000 Pfund-Bombe im Engelsbyer Gebiet bei Windloch ab. Drei Häuser im Neuen Weg wurden zerstört. Daneben wurden noch 66 Gebäude beschädigt, zum Teil stark beschädigt. In einem Umkreis von vier Kilometern zersprangen die Fensterscheiben. Ein Schüler starb und sieben Menschen wurden verletzt.[17][18]
- Bei Windloch in der Engelsbyer Straße 101 ist seit 2006 die Freiwillige Feuerwehr Flensburg-Engelsby beheimatet.[19][20]
- Am Rand von Windloch haben sich im Jahr 2005 die 1898 gegründeten Schlaraffen Flensburgs angesiedelt. In der Engelsbyer Strasse 82F (Straßenabschnitt Windloch) besitzen sie einen „Unterschlupf“, im unweit gelegenen Händelhof 7 befindet sich ihre „Duburg“.[21]